# The Dinosaurs
The Dinosaurs waren eine amerikanische Rockband, die 1982 gegründet wurde. Die Dinosaurs sind die einzige Supergruppe, die sich aus der psychedelischen Rock-Szene der Bay Area rund um San Francisco entwickelte.
Die ursprünglichen Mitglieder waren Peter Albin von Big Brother and the Holding Company, John Cipollina vom Quicksilver Messenger Service, Papa John Creach von Hot Tuna, Spencer Dryden von Jefferson Airplane, Robert Hunter von Grateful Dead, Barry Melton von Country Joe and the Fish und der Bay-Area-Musiker Merl Saunders.
1988 kam das einzige Studioalbum der Band heraus, Dinosaurs. 2005 erschien ein Album mit alten Aufnahmen, Friends of Extinction.